# 머리털자리 성단
머리털자리 성단(영어: Coma Berenice Star Cluster)은 머리털자리에 있는 산개 성단이다. 많이 퍼져 있으며, 5~10등성의 40개 정도의 별이 모여 있다. 거리는 288광년으로 히아데스 성단에 이어 두 번째로 가깝다. 메시에 목록에도 NGC 목록에도 등록되어 있지 않은 잘 알려지지 않은 천체이다. 이 성단의 항성 수는 40 개이며(겉보기 등급 - +5 ~ +10) 기원전 240년부터 관측이 되어 왔다. 중심별은 머리털자리 감마이며, 분광형은 F형 주계열성이다.

## 같이 보기
- 페르세우스자리 알파 성단